# 维亚切斯拉夫·马雷舍夫
维亚切斯拉夫·亚历山德罗维奇·马雷舍夫（俄语：Вячеслав Александрович Малышев，1902年12月3日—1957年2月20日）是苏联1940年代与1950年代的工业领导人之一。

## 历史
出生于教师家庭，是6个孩子中的第4个。
1919年在法院当了两年书记员。1920年-1924年进入大卢基铁路技术学校学习。1924年-1926年在莫斯科-白俄罗斯-波罗的海铁路局位于莫斯科州的一个车站当助理工程师。1926年加入联共 (布)。1926-1927年在苏联工农红军服兵役，在营教导队任支部书记、连指导员。退伍后，继续在莫斯科州铁路，随后在莫斯科-库尔斯克铁路做工程师。
1934年从鲍曼高等技术学校毕业。1934年-1939年在以B·B·古比雪夫命名的科洛姆纳内燃机车制造厂任设计师、副总设计师、柴油机车间副主任、车间主任、工厂总工程师、厂长。1937年当选苏联最高苏维埃代表。1939年联共 (布)十八大当选为中央委员。
1939年2月5日-1940年4月7日任重型机器制造人民委员部（Народный комиссар тяжёлого машиностроения СССР）人民委员。下辖86个工厂，5个设计局，4个培训机构，12个院校。
1940年4月17日至1944年5月15日任苏联人民委员会副主席、下属的机械委员会主席。1940年10月2日-1941年9月11日兼任中型机械工业人民委员部（народный комиссар среднего машиностроения СССР,）部长。

苏德战争爆发后，1941年9月11日-1942年7月14日和1943年6月28日-1945年10月14日，兼任坦克工业人民部人民委员。1944年8月5日被授予社会主义劳动英雄。1945年获坦克技术勤务上将、工程技术勤务上将军衔。
1945年10月14日-1947年12月29日任苏联运输机器制造人民委员部人民委员（至1946年3月15日）、部长。1945年11月30日兼任苏联政府第二特别委员会科技委主席，负责乌拉尔电化学生产核材料以及领导研发原子弹的苏联科学院第二实验室的工作。
1947年12月19日-1953年3月5日部长会议副主席。1948-1949年兼任苏联在国民经济中引入先进技术委员会主席。1950年1月10日-1952年10月31日兼任造船工业部部长。1952年10月16日-1953年3月5日为苏共中央主席团成员。
1953年3月5日-6月29日任苏联运输与重型机械部部长。1953年6月29日-1955年2月28日任中型机械工业部部长。1953年12月7日-1956年12月25日任部长会议副主席。1955年5月任苏联国家新技术委员会主席。1956年12月25日起任苏联国民经济计划委员会第一副主席。1957年2月20日去世，葬于莫斯科克里姆林宫红墙下。据称死因是1953年过早地进入苏联第一次热核爆炸试验现场罹患急性放射病。
苏共十八大、十九大、二十大代表。苏联最高苏维埃第一至四届代表。四次获列宁勋章（1939年4月15日、1942年6月6日、1944年8月5日、1952年12月15日）。两次获斯大林奖金（？，1951年）。1945年9月16日获一级苏沃洛夫勋章。1945年4月19日获一级库图佐夫勋章。保卫莫斯科奖章、保卫斯大林格勒奖章、1941-1945年伟大卫国战争战胜德国奖章。

## 纪念
- 街道命名：莫斯科市、车里雅宾斯克州科佩伊斯克、大卢基、瑟克特夫卡爾、科洛姆纳
- 哈尔科夫马雷舍夫工厂
- 瑟克特夫卡爾的纪念碑
- 瑟克特夫卡爾第25中学以马雷舍夫命名